# Virgen de El Cisne
Virgen de El Cisne es una advocación mariana de la Iglesia católica, cuya imagen tiene su principal centro de culto en la Basílica de El Cisne, en la parroquia El Cisne, provincia de Loja, Ecuador. En 2015 se estimó, que alrededor de 20,000 feligreses se congregan en el mes de agosto, para una tradicional procesión.
Se dice que la imagen de la Virgen del Cisne fue encontrada en el río Catamayo, en el siglo XVI, por parte de las comunidades indígenas, las cuales la presentaron con un niño en los brazos.
Esta imagen tiene una larga historia y está asociada a una serie de eventos milagrosos.

## Historia

### Origen de la advocación

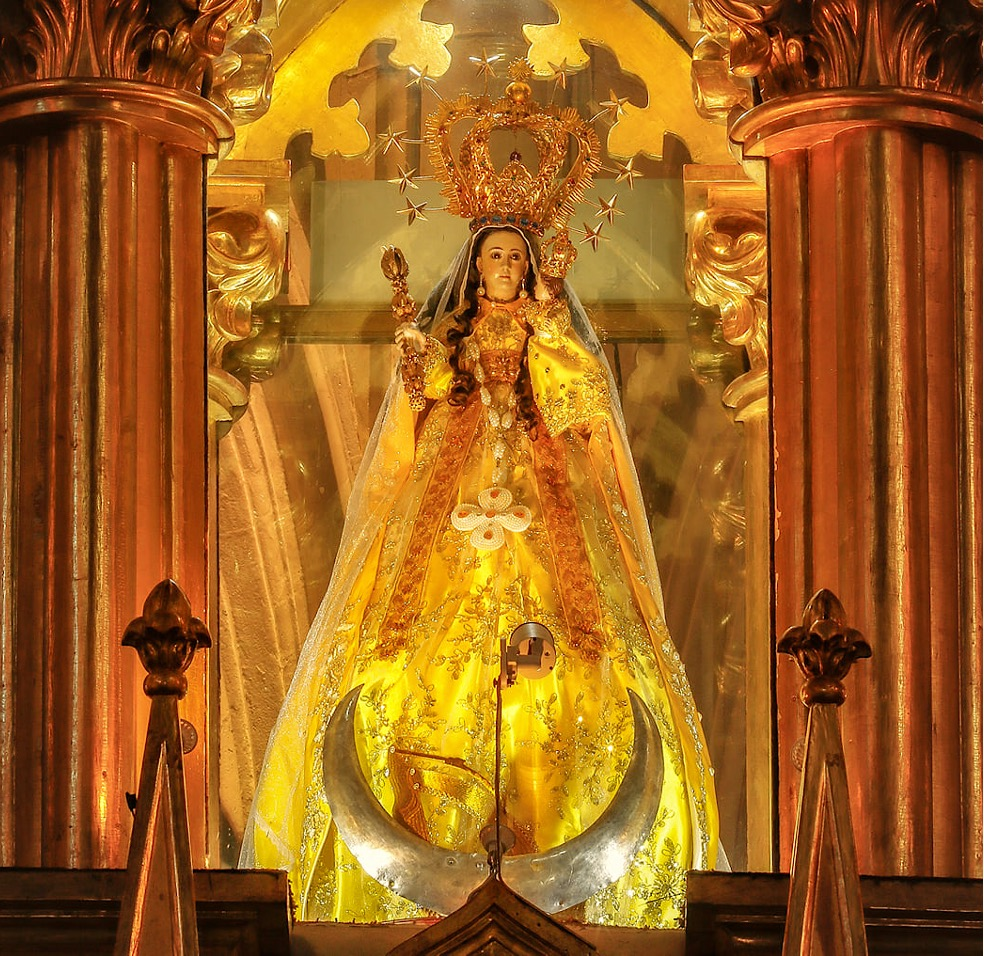
Altar en la Basílica de Nuestra Señora de El Cisne

Por iniciativa de Simón Bolívar, cada año, el 15 de agosto, se reúnen devotos de todas partes para rendir culto a María "La Madre de Dios", que hizo una aparición por primera vez en El Cisne en el año 1594. Los testigos de la aparición, unos indígenas de la región, decidieron rendir culto a tal virgen en el auge del catolicismo de la época y decidieron hacer una imagen de ella, viajando desde Chayalama - Loja a la ciudad de Quito capital de la Real Audiencia en ese entonces. En el lugar esculpiría por primera vez la imagen de la virgen el artista de la Escuela quiteña Diego de Robles, que tallaría la imagen en un tronco de madera tomando como ejemplo a la Virgen de Guadalupe.

## Crecimiento de devoción y actualidad

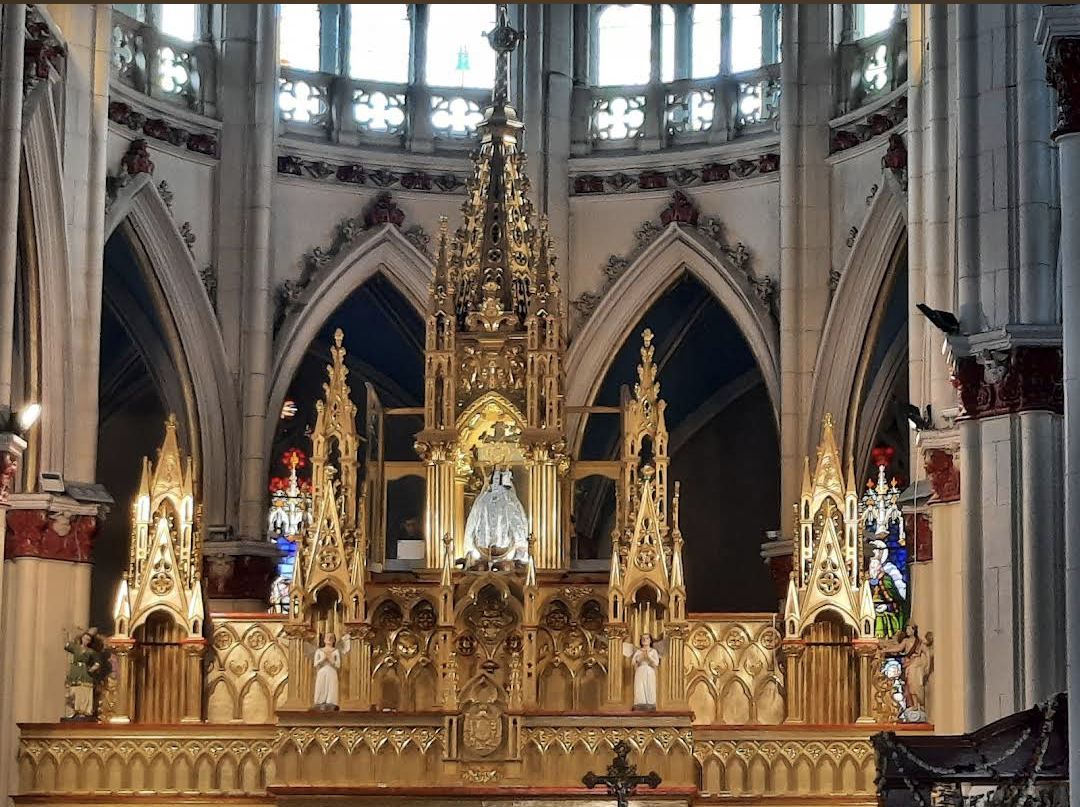
Altar Nuestra Señora de El Cisne en su Basílica

La Virgen de El Cisne tiene aproximadamente 5 millones de fieles por todo el país. Se dice que esta imagen tomó de base a la Virgen de Guápulo, la primera advocación mariana de Ecuador, que su vez está inspirada en la Virgen de Guadalupe, y sería replicada también para los devotos en la ciudad de El Quinche, lo que se convertiría en el Santuario de Nuestra Señora de El Quinche. Todo esto que se desarrolla en el norte de la Real Audiencia de Quito, sería replicado por los fieles de Loja, ciudad austral. En su viaje a Quito se tallaría una Virgen para ser llevada al santuario ubicado en lo que ahora es la ciudad de El Cisne, cerca de Loja. Este culto sería incentivado por el obispo de Quito, Fray Luis López de Solís, con el aparente fin de estimular la fe en esta región.
La Virgen de El Cisne tiene aproximadamente 5 millones de fieles por todo el país. Se dice que esta imagen tomó de base a la Virgen de Guápulo, la primera advocación mariana de Ecuador, que su vez está inspirada en la Virgen de Guadalupe, y sería replicada también para los devotos en la ciudad de El Quinche, lo que se convertiría en el Santuario de Nuestra Señora de El Quinche. Todo esto que se desarrolla en el norte de la Real Audiencia de Quito, sería replicado por los fieles de Loja, ciudad austral. En su viaje a Quito se tallaría una Virgen para ser llevada al santuario ubicado en lo que ahora es la ciudad de El Cisne, cerca de Loja. Este culto sería incentivado por el obispo de Quito, Fray Luis López de Solís, con el aparente fin de estimular la fe en esta región.
Las ciudades al sur se encontraban aisladas del cordón de ciudades que se había formado desde Riobamba hasta Pasto, en donde se articulaba la vida durante la Audiencia de Quito alrededor de los obrajes, mientras que la fe giraba alrededor de las advocaciones marianas de Guápulo, el Quinche y más tarde Nuestra Señora del Rosario de Agua Santa, en Baños.

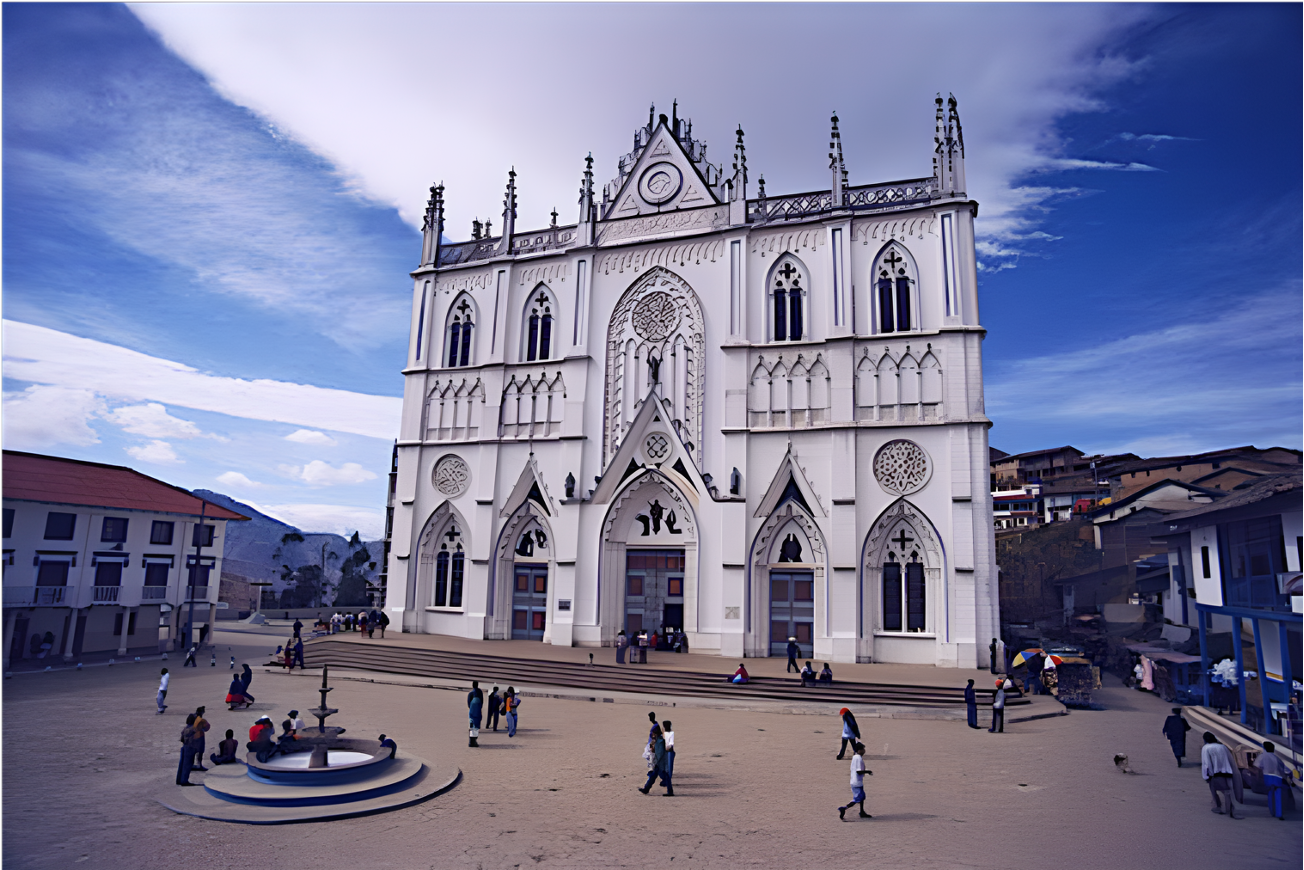
Basílica de El Cisne

Por otro lado, Zaruma, Loja, Zamora y Cuenca tenían una dinámica diferente puesto que su economía no giraba alrededor de los obrajes sino de la explotación de las minas, que no alcanzó desarrollo, así también como del comercio de la quinina.
Además, la fuerte presencia de judíos en esta zona del país, hacía que la fe no se desarrolle de la misma manera que en las ciudades del norte. Se sabía del testimonio del rabino sefaradita Menashén Ben Israel “acerca de su hallazgo en plena cordillera de tribus hebreas en 1644”, que se encontraba dentro de la Audiencia de Quito, en el sur.
A juicio del investigador Ricardo Ordóñez, esta pudo haber sido una de las razones por las que Luis López de Solís impulsó la creación de esta advocación con el fin de poder tomar el pulso a la fe en esta región del país, y de tener éxito lograr una conversión masiva como lo que había ocurrido en otras partes de la monarquía española.
Con el tiempo esta advocación fue cobrando fuerza y se convirtió en la fuente de devoción principal de la Real Audiencia de Quito y continúa creciendo hasta la actualidad, con un número importante de fieles que aseguran que la Virgen María a través de la imagen, ha cumplido sus milagros, convirtiéndose paulatinamente en la advocación más venerada de Ecuador.

### La Orden de los Caballeros de El Cisne

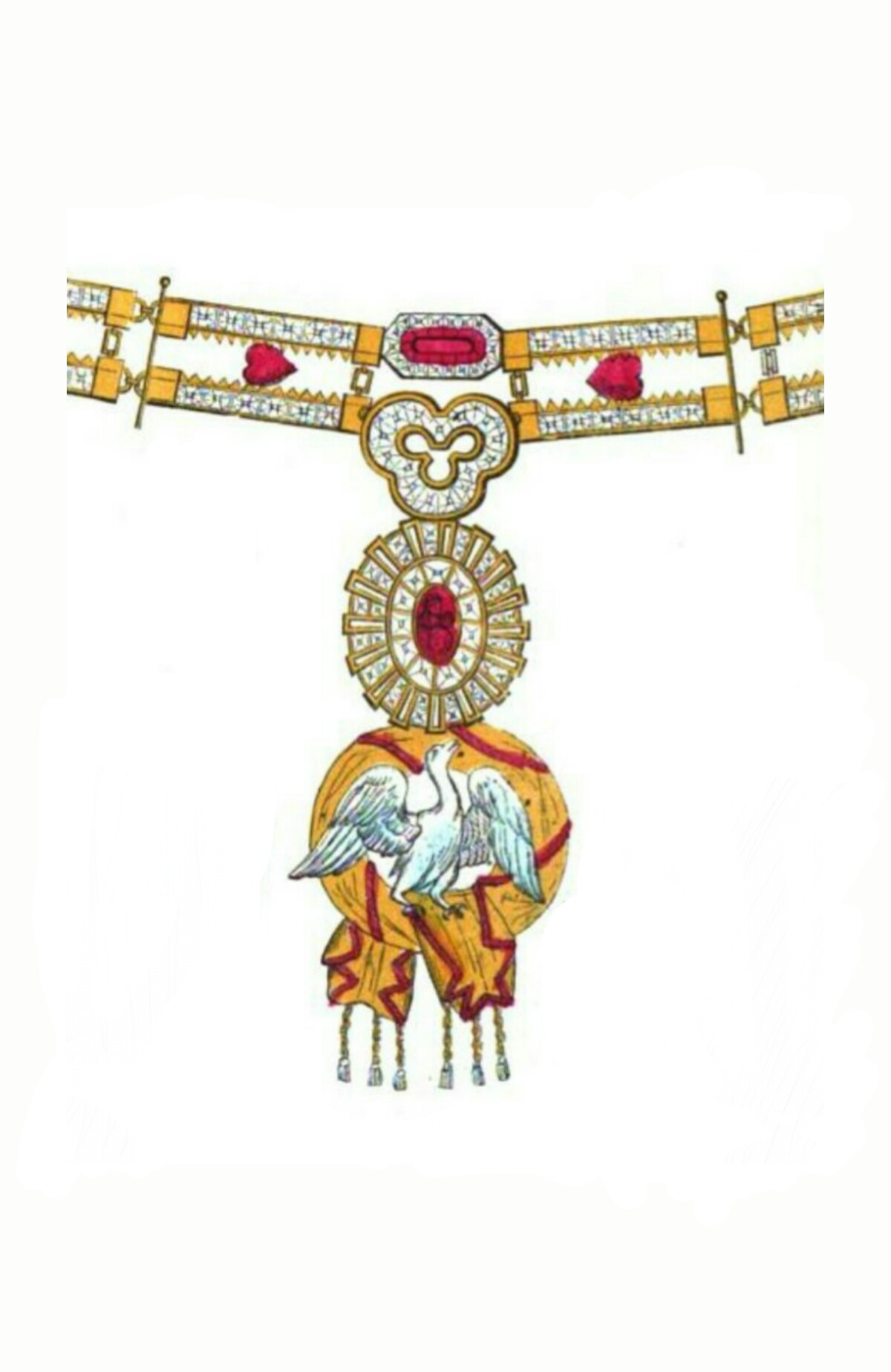
Orden de los Caballeros del Cisne

La Orden de los Caballeros de El Cisne, bajo la supervisión de frailes franciscanos, llegó a la región en tiempos de la colonia española junto a Alonso de Mercadillo, fundador de la ciudad de Loja. El fraile López de Solís obispo de Quito, quien era miembro de la orden de caballeros, visitó la región cuando iba de paso entre Guayaquil a Quito y a al ver que el lugar se parecía a su país, tomó aprecio a la región y denominó a la imagen con el nombre Virgen de El Cisne en alusión a su orden de caballeros. Es la orden más antigua de  la casa prusiana, fundada el 29 de septiembre de 1440 por Federico II el Grande, perpetuando la leyenda del Caballero del Cisne, en un principio la función de la orden era mantener disciplina entre los electores y feudales de Brandemburgo, posteriormente su función se tornó en las obras de caridad y la veneración a la Virgen María, su sede se encontraba en Brandemburgo, en la montaña Harlungberger, donde su iglesia fue construida en los cimientos del templo Triglaw por el príncipe Prioslaw en el año 1140, el lugar atrajo varios devotos cristianos en su época.

## Romería a la Virgen del Cisne

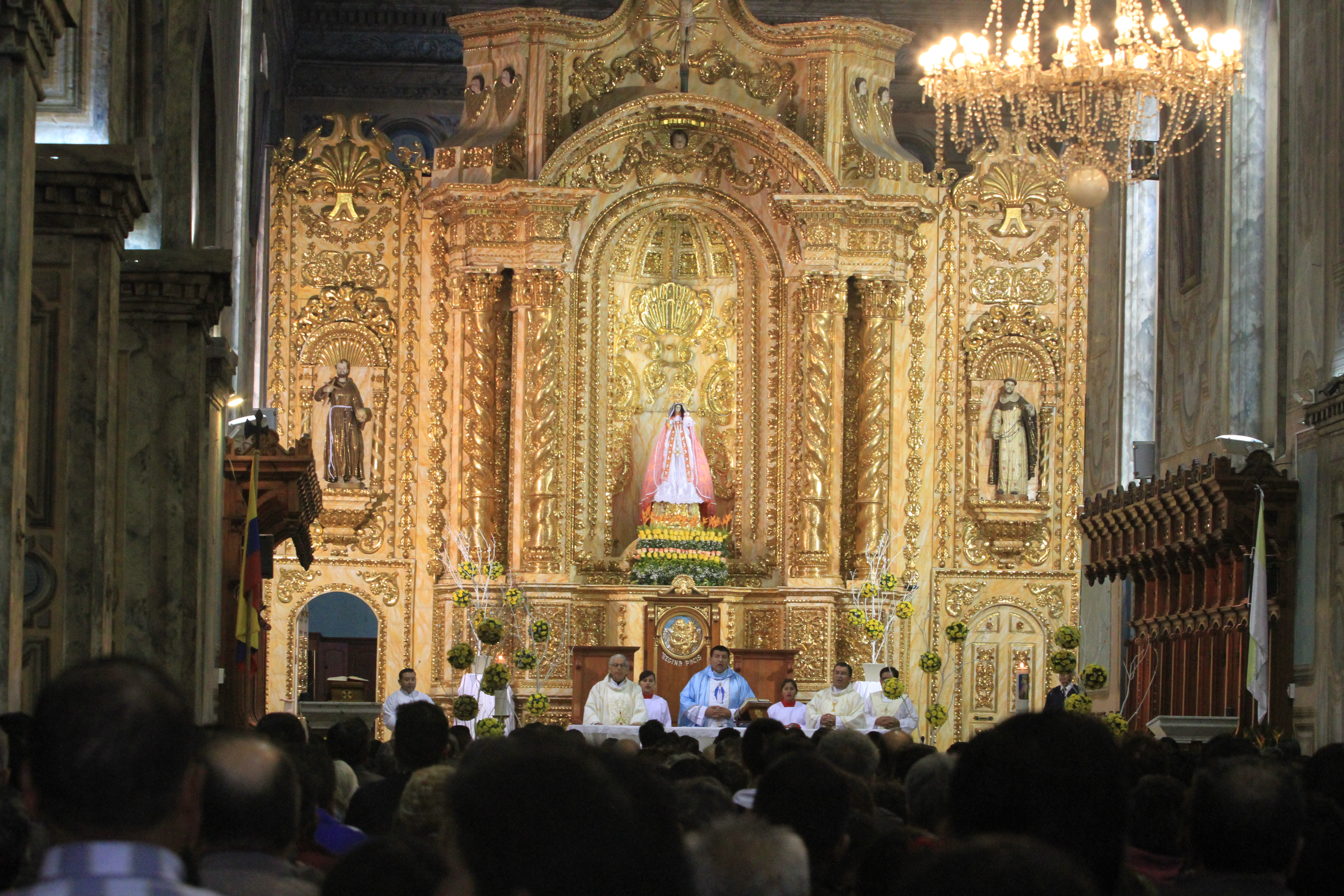
Romería de la Virgen de El Cisne el 20 de agosto de 2016. Imagen en el altar de la Catedral de Loja

Cada año alrededor de 20,000 peregrinos, acuden a la romería de la Virgen del Cisne que se realiza desde el 17 de agosto al 20 de agosto. En el trayecto de una caminata que traslada la imagen de la Virgen desde su santuario hasta Loja se recorre alrededor de 75 kilómetros en tres días. 
El 17 de agosto la procesión comienza desde El Cisne (lugar donde está su santuario). La Virgen del Cisne arriba a la parroquia de San Pedro de la Bendita ese mismo día. Después, el 18 de agosto, la Virgen del Cisne parte con rumbo a Catamayo, donde permanece hasta el 19 de agosto y continua su viaje el 20 de agosto con dirección a la ciudad de Loja, la ciudad capital de la provincia homónima, donde es recibida por la ciudadanía lojana, la cual poseerá su custodia hasta su regreso al santuario el 1 de noviembre. 
Durante todo el trayecto es acompañada por fieles devotos que repiten la romería cada año peregrinando por los mismos pueblos. Es uno de los acontecimientos religiosos más importantes de Ecuador que reúne no solamente a personas de la provincia de Loja, sino a muchos de otros lugares del país que también comparten la fe cristiana y son miembros de la Iglesia Católica. Esta romería es solamente comparable con la de la Virgen de El Quinche en el norte de Ecuador, que se realiza del 15 de noviembre al 17 de noviembre en el pueblo que le da su nombre y que se encuentra a una hora de Quito, la capital del país.